# 퍼디도 스트리트 정거장
《퍼디도 스트리트 정거장》(Perdido Street Station)은 차이나 미에빌의 두 번째 작품이다. 2002년도 네뷸러상과 휴고상 장편 부문 후보로 지명되었으며, 2001년 아서 C. 클라크상과 영국환상문학상, 2002년 프레미오 이그나투스상 및 쿠르트 라스비츠상의 외국어 장편 부문을 수상했다. 또한 아마존닷컴 편집자들이 추천한 2001년 최고의 판타지 소설로 선정되었다.

## 줄거리
아이작 댄 더 그림너불린은 괴짜 과학자로, 케프리 족 여자친구인 린과 함께 뉴크로부존에서 살고 있다. 예술가인 린은 범죄조직의 우두머리인 미스터 모틀리로부터 그의 소조상을 만들어달라는 의뢰를 받는 한편, 아이작은 가루다 야가렉으로부터 2급 선택권 침해죄로 자기 일족들에게 잘린 날개를 재생시켜 달라는 의뢰를 받는다. 언뜻 불가능해 보이는 이 일에 매진하면서, 아이작은 연구를 목적으로 온갖 날짐승들을 연구실로 그러모으는데, 그 중에는 불법 채집된, 정체를 알 수 없는 화려한 색깔의 애벌레가 포함되어 있다. 아이작은 그 애벌레가 "드림싯"이라는 환각성 마약만 먹는다는 것을 깨닫고 애벌레에게 마약을 먹이기 시작하고, 운나쁘게도 애벌레가 최면 능력을 지닌 믿을 수 없을 정도로 위험하고 거대한 곤충, 슬레이크 나방으로 변태하도록 만든다. 다섯 번째 애벌레가 변태하여 탈출한 다음 미스터 모틀리에게 잡혀 있던 자기 동기들 네 마리를 풀어주고 함께 뉴크로부존의 시민들을 사냥하자, 아이작은 필사적으로 그들을 막을 방법을 찾는다.

## 등장인물
- 아이작 댄 더 그림너불린(Isaac Dan der Grimnebulin): 인간 과학자로, 모든 분야를 집적거리지만 자신이 즐겨 연구하는 "위기에너지" 이론에 푹 빠져 있다. 린의 연인이자, 더칸 블루데이의 친구.
- 야가렉(Yagharek): 뉴크로부존 남부의 사이멕 사막에서 날개가 잘린 채 추방당한 가루다. 아이작에게 찾아와 어떤 식으로든지(어떤 대가를 치루든지) 다시 하늘을 날 수 있게 해 달라고 요청한다.
- 린(Lin): 아이작의 연인으로 케프리 예술가이다. 범죄조직의 우두머리인 미스터 모틀리로부터 자기 모습을 본딴 소조상을 만들어 달라는 의뢰를 받는다.
- 더칸 블루데이(Derkhan Blueday): 중년의 레즈비언으로, 반정부인사이자 (지하 언론) 러너게이트 램펀트의 공동 편집자이다.
- 레뮤얼 피전(Lemuel Pigeon): 아이작이 뉴크로부존 지하세계와 거래할 때 접촉하는 중개인.
- 미스터 모틀리(Mr. Motley): 뉴크로부존에서 가장 악명 높은 범죄조직의 우두머리로, 드림싯 공급을 비롯한 여러 범죄 활동에 개입하고 있다. 원래는 인간이었던 것으로 추정되나, 여러 번에 걸친 개조를 통해 다양한 생물들의 신체 부분을 조립한 형태로 자신의 몸을 변형시켰다.
- 벤덤 루드거터 시장(Mayor Bentham Rudgutter): 범죄조직이나 악마들과 거래하는, 뉴크로부존의 부패한 시장
- 몬트존 레스큐(MontJohn Rescue): 핸들링어들(다른 생물을 숙주로 삼는 막강한 기생생물)의 대표로, 시장을 위해 일하고 있다.
- 티포투(Teafortwo): 아이작의 잔심부름을 거들어주는, 어리숙하고 친근한 위어먼.
- 컨스트럭트 의회(Construct Council): 도시의 쓰레기장에서 생성된 집합적 인공지능. 뉴크로부존의 수많은 컨스트럭트(일손을 거들거나 기타 목적을 위해 설계된 아주 기초적인 수준의 로봇)들을 배후에서 조종하고 있다.
- 직조자(The Weaver): 거대한 거미 형상의 다차원 존재로, 끝없이 이어지는 자유시 같은 어조로 말한다.